# Nitocrella monchenkoi
Nitocrella monchenkoi är en kräftdjursart som beskrevs av Borutsky 1972. Nitocrella monchenkoi ingår i släktet Nitocrella och familjen Ameiridae. Inga underarter finns listade i Catalogue of Life.